# 1280
Il 1280 (MCCLXXX in numeri romani) è un anno bisestile del XIII secolo.

## Eventi
- (circa) Viene composto il Novellino (o Libro di novelle e di bel parlar gentile). Si tratta di una delle prime opere della letteratura italiana che ebbe subito una grande diffusione.
- A Pistoia "leggi contro le schiatte" (caste nobiliari), cioè per limitare i soprusi dei nobili e aumentare le facoltà del capitano del popolo.
- Torino viene conquistata da Tommaso III di Savoia, che la sottrae a Guglielmo VII del Monferrato: da tale data, la città rimarrà sempre nelle mani dei Savoia.
- Muore Papa Niccolò III.

## Nati
- 17 gennaio - Antonio Patrizi, presbitero italiano († 1311)
- Antonius Andreas, filosofo spagnolo († 1320)
- Anna d'Asburgo, nobile austriaca († 1328)
- Donata Badoer, nobildonna italiana
- Pierre Bertrand, cardinale e vescovo cattolico francese († 1349)
- Bianca di Napoli, regina († 1310)
- Chiara da Rimini, religiosa italiana († 1326)
- Niccolò da Reggio, scienziato, medico e traduttore italiano
- Eric I di Sassonia-Lauenburg, duca († 1360)
- Giovanni da Caramola, religioso francese († 1339)
- Giovanni da Cermenate,  e notaio italiano († 1344)
- Guido II de la Roche, duca († 1308)
- Giovanni di Jandun, filosofo, teologo e scrittore francese († 1328)
- Alice Kyteler, irlandese
- Maria di Avesnes, nobildonna francese († 1354)
- Stefano Ladislao II, sovrano serbo († 1326)
- Oljeitu, mongolo († 1316)
- Guido Palmerucci, pittore italiano
- Pierre des Prés, vescovo e cardinale francese († 1361)
- Ademaro Romano, ammiraglio italiano († 1345)
- Eleonora di Savoia, nobile († 1324)
- Francesco I Ventimiglia, nobile, politico e militare italiano († 1338)
- Giovanni Villani, mercante e storico italiano († 1348)
- Wu Zhen, pittore e poeta cinese († 1354)
- Raimondo Berengario d'Andria, principe († 1305)
- Isabella di Maiorca, principessa spagnola († 1301)
- Giovanni da Valente, doge († 1360)
- Dino del Garbo, medico e filosofo italiano († 1327)
- Musa I del Mali, imperatore maliano († 1337)
- Birger di Svezia, re svedese († 1321)

## Morti
- 10 febbraio - Margherita II di Fiandra, nobile fiamminga (n. 1202)
- 6 aprile - Jacopo Contarini, politico e diplomatico italiano
- 4 maggio - Paolino Bigazzini, monaco cristiano italiano
- 9 maggio - Magnus VI di Norvegia, re norvegese (n. 1238)
- 19 maggio - Salatiele, notaio, docente e giurista italiano (n. 1210)
- 2 giugno - Iolanda di Borgogna-Nevers, nobile francese (n. 1247)
- 27 luglio - Nevolone, beato italiano
- 7 agosto - Kujō Motoie, poeta giapponese (n. 1203)
- 22 agosto - Papa Niccolò III, papa e cardinale italiano
- 24 agosto - Mudzaffar Shah II di Kedah, sovrano malese
- 4 ottobre - Hartmann I di Grüningen, nobile tedesco
- 15 novembre - Alberto Magno, vescovo cattolico, scrittore e filosofo tedesco
- 18 novembre - Aimone II di Ginevra, nobile
- 30 dicembre - Margherita Colonna, religiosa italiana (n. 1255)
- Baraka Khan, sultano egiziano (n. 1260)
- Cavalcante dei Cavalcanti, filosofo italiano (n. 1220)
- Drogön Chögyal Phagpa (n. 1235)
- Koun Ejō, monaco buddista giapponese (n. 1198)
- Baba Farid, mistico indiano
- Giovanni I de la Roche, nobile francese
- Gerhard von Katzenelnbogen
- Masseo di Assisi, francescano italiano
- Bi Bi Monajemeh Nishaburi, matematica e astronoma iraniana (n. 1203)
- Orda Khan, condottiero mongolo (n. 1204)
- Beatrice di Castiglia, nobile spagnola (n. 1254)
- Isaac ben Joseph di Corbeil, rabbino francese

## Calendario
| Calendario 1280 | Calendario 1280 | Calendario 1280 | Calendario 1280 | Calendario 1280 | Calendario 1280 | Calendario 1280 | Calendario 1280 | Calendario 1280 | Calendario 1280 | Calendario 1280 | Calendario 1280 | Calendario 1280 | Calendario 1280 | Calendario 1280 | Calendario 1280 | Calendario 1280 | Calendario 1280 | Calendario 1280 | Calendario 1280 | Calendario 1280 | Calendario 1280 | Calendario 1280 | Calendario 1280 | Calendario 1280 | Calendario 1280 | Calendario 1280 | Calendario 1280 | Calendario 1280 | Calendario 1280 | Calendario 1280 | Calendario 1280 | Calendario 1280 |
| --------------- | --------------- | --------------- | --------------- | --------------- | --------------- | --------------- | --------------- | --------------- | --------------- | --------------- | --------------- | --------------- | --------------- | --------------- | --------------- | --------------- | --------------- | --------------- | --------------- | --------------- | --------------- | --------------- | --------------- | --------------- | --------------- | --------------- | --------------- | --------------- | --------------- | --------------- | --------------- | --------------- |
|                 | 1               | 2               | 3               | 4               | 5               | 6               | 7               | 8               | 9               | 10              | 11              | 12              | 13              | 14              | 15              | 16              | 17              | 18              | 19              | 20              | 21              | 22              | 23              | 24              | 25              | 26              | 27              | 28              | 29              | 30              | 31              |                 |
| Gennaio         | Lu              | Ma              | Me              | Gi              | Ve              | Sa              | Do              | Lu              | Ma              | Me              | Gi              | Ve              | Sa              | Do              | Lu              | Ma              | Me              | Gi              | Ve              | Sa              | Do              | Lu              | Ma              | Me              | Gi              | Ve              | Sa              | Do              | Lu              | Ma              | Me              |                 |
| Febbraio        | Gi              | Ve              | Sa              | Do              | Lu              | Ma              | Me              | Gi              | Ve              | Sa              | Do              | Lu              | Ma              | Me              | Gi              | Ve              | Sa              | Do              | Lu              | Ma              | Me              | Gi              | Ve              | Sa              | Do              | Lu              | Ma              | Me              | Gi              |                 |                 |                 |
| Marzo           | Ve              | Sa              | Do              | Lu              | Ma              | Me              | Gi              | Ve              | Sa              | Do              | Lu              | Ma              | Me              | Gi              | Ve              | Sa              | Do              | Lu              | Ma              | Me              | Gi              | Ve              | Sa              | Do              | Lu              | Ma              | Me              | Gi              | Ve              | Sa              | Do              |                 |
| Aprile          | Lu              | Ma              | Me              | Gi              | Ve              | Sa              | Do              | Lu              | Ma              | Me              | Gi              | Ve              | Sa              | Do              | Lu              | Ma              | Me              | Gi              | Ve              | Sa              | Do              | Lu              | Ma              | Me              | Gi              | Ve              | Sa              | Do              | Lu              | Ma              |                 |                 |
| Maggio          | Me              | Gi              | Ve              | Sa              | Do              | Lu              | Ma              | Me              | Gi              | Ve              | Sa              | Do              | Lu              | Ma              | Me              | Gi              | Ve              | Sa              | Do              | Lu              | Ma              | Me              | Gi              | Ve              | Sa              | Do              | Lu              | Ma              | Me              | Gi              | Ve              |                 |
| Giugno          | Sa              | Do              | Lu              | Ma              | Me              | Gi              | Ve              | Sa              | Do              | Lu              | Ma              | Me              | Gi              | Ve              | Sa              | Do              | Lu              | Ma              | Me              | Gi              | Ve              | Sa              | Do              | Lu              | Ma              | Me              | Gi              | Ve              | Sa              | Do              |                 |                 |
| Luglio          | Lu              | Ma              | Me              | Gi              | Ve              | Sa              | Do              | Lu              | Ma              | Me              | Gi              | Ve              | Sa              | Do              | Lu              | Ma              | Me              | Gi              | Ve              | Sa              | Do              | Lu              | Ma              | Me              | Gi              | Ve              | Sa              | Do              | Lu              | Ma              | Me              |                 |
| Agosto          | Gi              | Ve              | Sa              | Do              | Lu              | Ma              | Me              | Gi              | Ve              | Sa              | Do              | Lu              | Ma              | Me              | Gi              | Ve              | Sa              | Do              | Lu              | Ma              | Me              | Gi              | Ve              | Sa              | Do              | Lu              | Ma              | Me              | Gi              | Ve              | Sa              |                 |
| Settembre       | Do              | Lu              | Ma              | Me              | Gi              | Ve              | Sa              | Do              | Lu              | Ma              | Me              | Gi              | Ve              | Sa              | Do              | Lu              | Ma              | Me              | Gi              | Ve              | Sa              | Do              | Lu              | Ma              | Me              | Gi              | Ve              | Sa              | Do              | Lu              |                 |                 |
| Ottobre         | Ma              | Me              | Gi              | Ve              | Sa              | Do              | Lu              | Ma              | Me              | Gi              | Ve              | Sa              | Do              | Lu              | Ma              | Me              | Gi              | Ve              | Sa              | Do              | Lu              | Ma              | Me              | Gi              | Ve              | Sa              | Do              | Lu              | Ma              | Me              | Gi              |                 |
| Novembre        | Ve              | Sa              | Do              | Lu              | Ma              | Me              | Gi              | Ve              | Sa              | Do              | Lu              | Ma              | Me              | Gi              | Ve              | Sa              | Do              | Lu              | Ma              | Me              | Gi              | Ve              | Sa              | Do              | Lu              | Ma              | Me              | Gi              | Ve              | Sa              |                 |                 |
| Dicembre        | Do              | Lu              | Ma              | Me              | Gi              | Ve              | Sa              | Do              | Lu              | Ma              | Me              | Gi              | Ve              | Sa              | Do              | Lu              | Ma              | Me              | Gi              | Ve              | Sa              | Do              | Lu              | Ma              | Me              | Gi              | Ve              | Sa              | Do              | Lu              | Ma              |                 |